# 佐藤勝利
佐藤勝利（日语：／ Satō Shōri，1996年10月30日—），出身於東京都，身高171公分，血型A型。是日本偶像團體Sexy Zone成員，經紀公司為傑尼斯事務所。

## 簡歷
- 2010年10月，加入傑尼斯事務所[1]。
- 2011年9月29日，與中島健人、菊池風磨、松島聰及馬里烏斯葉組成組合Sexy Zone[2]。
- 2012年4月7日，在美國夏威夷州歐胡島參加了Ford Island大橋的馬拉松比賽，跑出了42分42秒04的紀錄[3][4]。
- 2013年10月5日，日本電視台的電視劇49首次擔任主演
- 2014年7月29日，在EX劇場六本木舉辦首次個人演唱會，且於8月11日舉辦追加公演
- 2015年8月，在演唱會「Sexy Zone A.B.C-Z Summer Paradise in TDC」中發表即將舉辦個人演唱會
- 2016年8月，舉辦個人演唱會「Summer Paradise 2016」
- 2017年3月4日，首次雙主演的電影「春&夏推理事件簿」上映
- 2017年8月，舉辦個人演唱會「Summer Paradise 2017」
- 2017年10月6日，廣播節目「VICTORY ROADS」開始播送
- 2019年1月27日，與團體成員菊池風磨作為常規來賓一起參與演出富士電視台的節目「AOHARU (青春) TV」
- 2019年11月1日，首次擔綱主演的電影「黑色校規」上映
- 2021年1月4日，作為常規來賓參與綜藝節目「VS魂」

## 出演作品

### 電視劇
- Hungry！（2012年1月10日－3月20日、關西電視台） - 飾 大楠佐助
- SUMMER NUDE（2013年7月8日－9月16日、富士電視台） - 飾 谷山駿
- 49（2013年10月5日－12月29日、日本電視台） - 主演・加賀美暖[5]
- 我的房间 第6話（2017年10月24日、日本電視台） - 飾 自転車（聲音）
- 99.9 -刑事專門律師- 第二季 第6話（2018年2月25日、TBS） - 飾 尾崎雄太
- Miss Devil 人事惡魔·椿真子（2018年4月14日－6月16日、日本電視台） - 飾 齊藤博史
- 黑色校規（2019年10月15日 - 11月26日、日本電視台） - 主演・小野田創樂
- 無人知曉的明石家秋刀魚 第6篇 特別電視劇「見到笑容的路途中」（2020年12月13日、日本電視台） - 飾 大竹二千翔
- 在大浴場等你（2021年1月25日 - 4月6日、日本電視台） - 主演・梅之丘龍大（與北山宏光〈Kis-My-Ft2〉的雙主演）
- 世界奇妙君物語 第3話「起身！金次郎」（2021年3月19日、WOWOW） - 主演・金山孝次郎
- 為了觸摸青野同學，所以我想死（2022年3月18日 - 5月20日、WOWOW） - 主演・青野龍平
- 紅色呼叫鈴（2022年7月11日 - 9月26日、東京電視台） - 主演・春野翔太朗
- 世界奇妙物語 冬之特別篇2024「City Lives」（2024年12月14日、富士電視台） - 主演・佐藤勝利

### 電影
- 春&夏事件簿（2017年公開） - 主演・上条春太（與橋本環奈的雙主演）[6]
- 黑色校規（2019年11月1日） - 主演・小野田創樂

### 綜藝節目
- AOHARU（青春）TV（2019年1月27日 - 8月18日、富士電視台） - 固定演出
- VS魂（2021年1月3日 - 2022年4月21日、富士電視台） - 固定演出
  - VS魂 Gradation（2022年4月28日 - 2023年9月28日） - 固定演出
- 笑いをシェアしよう!れこめん堂（2021年12月27日、NHK綜合） - MC

### 廣播
- VICTORY ROADS（2017年10月6日 - 、bayfm）

### 動畫
- ONE PIECE 娜美之章～領航員之淚與伙伴的羈絆〜（2012年8月25日、富士電視台） - 聲演村人[7]

### 廣告
- 樂天ICE CREAM「モナ王 雪糕夾心餅」（2015年）[8]
- TIRTIR「PERFECT C VITA LINE」（2021年10月15日 - ）

### 舞台劇
- JOHNNYS' World （2012年11月10日 - 2013年1月27日、帝國劇場）[9]
  - JOHNNYS' 2020 WORLD（2013年12月7日 - 2014年1月27日、帝國劇場）
  - 2015新春 JOHNNYS' World（2015年1月1日 - 27日、帝國劇場） - 主演（與中島健人的主演）
  - JOHNNYS' World （2015年12月11日 - 2016年1月27日、帝國劇場）
- JOHNNYS' ALL STARS ISLAND（2016年12月3日- 2017年1月24日、帝國劇場) - 主演
- （2021年9月18日 - 10月3日、東京藝術劇場 プレイハウス / 10月7日 - 10月13日、京都劇場） - 主演・
- Endless SHOCK -Eternal-（2022年4月10日 - 2022年5月31日、帝国劇場） - 飾 勝利
  - Endless SHOCK（2022年4月9日、Johnny’s net online的配信） - 飾 勝利
  - Endless SHOCK・Endless SHOCK -Eternal-（2023年4月9日 - 5月4日、帝国劇場） - 勝利（與北山宏光〈Kis-My-Ft2〉W cast）
- 哈洛與茂德（2022年9月29日 - 10月13日、EX THEATER ROPPONGI / 10月15日 - 18日、森ノ宮ピロティホール） - 飾 哈洛
- Monster Calls（英语：A Monster Calls）（2024年2月10日 - 3月3日、PARCO劇場 / 3月8日 - 17日、COOL JAPAN PARK OSAKA WWホール） - 主演・Conor O'Malley

### 演唱會
- 年末Young東西歌合戦! 東西Jr.選拔大集合2010!（2010年11月26日 - 27日、NHK Hall）[9]
- Hey! Say! JUMP さよなら夏休み! SUMMARYスペシャル（全3公演）（2011年9月24・25日、東京巨蛋）
- まいジャニコンサート Vol.1（2013年3月2日・3日、オリックス劇場） - ゲスト
- ガムシャラ J's Party !! Vol.1（2014年2月1日・2日、東京・EX Theater六本木） - オフィシャルサポーター
- 夏祭りスペシャルイベント 佐藤勝利 個人演唱會（2014年7月29日、8月11日、東京・EX Theater六本木）
- Sexy Zone A.B.C-Z Summer Paradise in TDC 『勝利Summer Concert』 (2015年8月11日 - 14日、東京巨蛋城表演廳)
- Summer Paradise 2016『佐藤勝利 Summer Live 2016』（2016年8月18日 - 21日、29日、東京巨蛋城表演廳）
- Summer Paradise 2017『佐藤勝利 summer live 2017 VIC's sTORY』（2017年8月10日 - 15日、東京巨蛋城表演廳）

### 活动
- 『リアルスコープ』スペシャルイベント Sexy Zone 佐藤勝利 with ジャニーズJr.in お台場合衆国2013（2013年8月21日、お台場合衆国）
- 第34回 Mynavi 東京女孩展演2022 SPRING/SUMMER（2022年3月22日）
- 第35回 Mynavi 東京女孩展演 2022 AUTUMN/WINTER（2022年9月3日）

### 雜誌連載
- 麻布台出版『Popolo』「相思相愛♡交換ダイアリー」（2019年5月号 - ） - 與岸優太的隔月連載。
- 光文社『bis』「bis homme」（2020年11月号 - ）
- 東京新聞通信社『週刊TVガイド』「週刊VS魂ガイド」（2021年2月5日号 - ） - 與「VS魂」的コラボ連載。
- KADOKAWA『月刊ザテレビジョン』「Team 魂通信」（2021年5月号 - ） - 與「VS魂」的コラボ連載。

## SOLO曲
- おなじ空の下（同一片天空下）

作詞：佐藤勝利、作曲：川口進・Christofer Erixon・Joakim Bjornberg、編曲：石塚知生
收錄於Sexy Zone單曲「Byebye杜拜〜See you again〜/A MY GIRL FRIEND」初回限定盤S。
- Hachidori（蜂鳥）

作詞：佐藤勝利、作曲：Christofer Erixon・ジョセフ・メリン、編曲：石塚知生
收錄於Sexy Zone單曲「男 never give up」初回限定盤S。
- 好きだよ（喜歡你）

作詞：佐藤勝利、作曲：Takuya Harada・Josef Melin
收錄於Sexy Zone專輯「Sexy Power3」
- まだ見ぬ景色（從未見過的景色）

作詞：村野直球、作曲：STEVEN LEE・Andreas Carlsson・Fredrik Hult・Andreas Oberg
收錄於Sexy Zone專輯「Sexy Power3」
- 生きてよ（活下去）

作詞：佐藤勝利、作曲：STEVEN LEE、編曲：立山秋航
收錄於Sexy Zone單曲「Cha-Cha-Cha Champion」Shop盤S
- EVERYDAY LOVE YOU

作詞：佐藤勝利、作曲：BJORNBERG JOAKIM CARL・ERIXON CHRISTOFER JONAS ROBIN・TAKUYA HARADA
收錄於Sexy Zone單曲「Colorful Eyes」初回限定盤A
- Last winter's night

作詞：佐藤勝利　作曲：星村麻衣
收錄於Sexy Zone大碟「Welcome to Sexy Zone」
- Why?

作詞：EMI K. Lynn　作曲：Hjalmar Wilen・Sebastian Krantz
收錄於Sexy Zone迷你大碟「Sexy Zone 5th Anniversary Best」初回限定盤B
- BLACK/WHITE

作詞：ケリー、作曲：北室龍馬<JASRAC作品NO:204-2856-1>
於2015年ガムシャラSEXY夏祭り中，佐藤勝利SOLO CONCERT的開場曲。暫未收錄於任何唱片當中。
- Sunshinesmile

作詞：佐藤勝利、作曲：Takuya Harada・Christofer Erixon<JASRAC作品NO:1K9-6785-8>
收錄於Sexy Zone第十張DVD&Blu-ray『Sexy Zone Presents Sexy Tour 2017〜STAGE』初回限定盤附送CD
- Kiss You Good-Bye

作詞：EMI K. Lynn、　作曲：Fredrik”Figge”Bostrom ・ Shu Kanematsu、 編曲：Shu Kanematsu・生田真心<JASRAC作品NO:1J9-9977-2>
收錄於Sexy Zone大碟「XYZ%3Drepainting」通常盤

## 作詞
- キミのため　ボクがいる（因你而在）

作詞：佐藤勝利、作曲:DAICHI、編曲:石塚知生
收錄於Sexy Zone單曲「Sexy Summer下雪了」。
- きみを離さない きみを離れない（不放開你  放不開你）

作詞：佐藤勝利、作曲：岡村洋佑、編曲：生田真心
收錄於Sexy Zone專輯「One Sexy Zone」。

## 外部連結
- 佐藤勝利 Shori Sato的Instagram帳戶
- 佐藤勝利在互联网电影资料库（IMDb）上的資料（英文）